# Eleições parlamentares europeias de 2014 (Letónia)
As eleições parlamentares europeia de 2014 na Letónia, realizaram-se a 24 de maio e, serviram para eleger os 8 deputados nacionais ao Parlamento Europeu.

## Resultados Oficiais
| Partido                 | Partido                             | Votos     | %               | +/-   | Deputados | +/-     |
| ----------------------- | ----------------------------------- | --------- | --------------- | ----- | --------- | ------- |
|                         | Unidade                             | 204 979   | 46,19 / 100,00  | Novo  | 4 / 8     | Novo    |
|                         | Aliança Nacional                    | 63 229    | 14,25 / 100,00  | Novo  | 1 / 8     | Novo    |
|                         | Partido Social-Democrata "Harmonia" | 57 863    | 13,04 / 100,00  | 6,53  | 1 / 8     | 1       |
|                         | União de Verdes e Camponeses        | 36 637    | 8,26 / 100,00   | 4,54  | 1 / 8     | 1       |
|                         | União Russa da Letónia              | 28 303    | 6,38 / 100,00   | 3,28  | 1 / 8     | Estável |
|                         | Alternativa                         | 16 566    | 3,73 / 100,00   | Novo  | 0 / 8     | Novo    |
|                         | Associação Letã das Regiões         | 11 035    | 2,49 / 100,00   | Novo  | 0 / 8     | Novo    |
|                         | Pelo Desenvolvimento da Letónia     | 9 421     | 2,12 / 100,00   | Novo  | 0 / 8     | Novo    |
|                         | Partido Socialista                  | 6 817     | 1,54 / 100,00   | -     | 0 / 8     | -       |
|                         | Outros                              | 5 438     | 1,22 / 100,00   |       | 0 / 8     |         |
| Votos Inválidos         | Votos Inválidos                     | 4 937     | 0,80 / 100,00   | 1,73  |           |         |
| Total                   | Total                               | 445 225   | 100,00 / 100,00 |       | 8 / 8     |         |
| Eleitorado/Participação | Eleitorado/Participação             | 1 472 478 | 30,24 / 100,00  | 23,45 |           |         |
| Fonte                   | Fonte                               | [ 1 ]     | [ 1 ]           | [ 1 ] | [ 1 ]     | [ 1 ]   |